# Ainsliaea lijiangensis
Ainsliaea lijiangensis là một loài thực vật có hoa trong họ Cúc. Loài này được H.Chuang mô tả khoa học đầu tiên năm 2004.